# General Electric F110
Il General Electric F110 è un propulsore turboventola con postbruciatore progettato dalla General Electric Aircraft Engines (GEAE). L'F110 usa lo stesso disegno di base del General Electric F101. L'F118 è una sua variante priva di postbruciatore, progettata per il Northrop Grumman B-2 Spirit e il Lockheed U-2.

## Sviluppo

### Origini
Verso la metà degli anni settanta la General Electric, avendo perso le competizioni per la fornitura dei motori degli F-14, F-15 e F-16, era totalmente assente dal mercato dei motori aeronautici militari. La Pratt & Whitney, che forniva i motori per la quasi totalità dei jet americani, aveva però riscontrato numerosi problemi nei suoi ultimi modelli di turbine. Sia gli F100 (utilizzati per gli F-15 e gli F-16) che i TF30 (montati sugli F-14) avevano costi operativi molto alti e erano afflitti da problematici stalli del compressore. Questi problemi deteriorarono notevolmente i rapporti tra la P&W e l'United States Air Force (USAF) poiché non era chiaro a chi spettassero i costi per la correzione dei difetti. I continui problemi e litigi avevano quindi diffuso tra gli ufficiali dell'USAF l'idea che la posizione di monopolio della P&W aveva reso la società poco attenta ai bisogni della forza aerea.

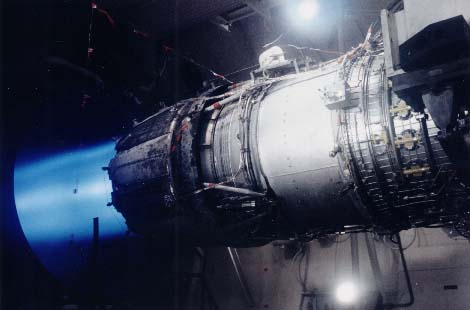
Test dell'F110 al "Centro di Sviluppo Arnold" dell'USAF.

Nel tentativo di sfruttare questa situazione di difficoltà della P&W, la GE costruì a proprie spese nel 1975 il prototipo F101X e lo propose alla United States Navy per risolvere i problemi degli F-14. Si trattava di un F101 (motore progettato per il B-1A Lancer) equipaggiato con la ventola e il postbruciatore dell'F404 (il motore dell'F-18) leggermente ridimensionati per essere compatibili con la struttura più grossa dell'F101.
La marina non era interessata, ma l'Air Force vedeva nell'F101X una possibile alternativa all'F100 e alla Pratt & Whitney. Nel 1979 l'USAF decise quindi di investire parte dei fondi dell'"Engine Model Derivative Program" (EMDP) per far migliorare ulteriormente dalla General Electric l'F101, creando così il programma "F101 Derivative Fighter Engine" (DFE). 
Nel 1983, in seguito ad un'intensa e fruttuosa competizione tra P&W e GE, l'USAF bandì il concorso "Alterate Fighter Engine" (AFE) per scegliere i nuovi motori degli F-15 e F-16 (160 motori per un valore complessivo di circa 10 miliardi di dollari). Gli obbiettivi dell'AFE erano quelli di migliorare l'affidabilità, abbassare i costi operativi dei velivoli e stimolare la competizione tra i fornitori dell'USAF, in modo da ottenere contratti più favorevoli. Durante le valutazioni del gennaio 1984 si distinsero come rivali principali dell'AFE l'F101 DFE, ora chiamato F110-GE-100, e l'F100-P&W-220. La gara raggiunse livelli tali da essere poi soprannominata "La grande guerra dei motori". 
Il motore Pratt & Whitney e quello General Electric raggiunsero entrambi le richieste dell'USAF e nel febbraio del 1984 si decise di premiare entrambi i produttori. L'allora segretario dell'Air Force (SECAF) Verne Orr attribuì il 75% del contratto alla GE e il restante 25% alla P&W.

### F-16
L'F-16 Fighting Falcon era entrato in servizio utilizzando le turboventole con postbruciatore Pratt & Whitney F100. Nel 1984, in seguito della vittoria all'AFE dell'F110, l'USAF ne ordinò 120 esemplari per i nuovi F-16C/D. Oggi il propulsore è utilizzato dall'86% degli F-16C/D americani e dal 75% di tutti gli F-16 operativi globalmente.
L'F110-GE-100 fornisce 17,8 kN in più di spinta rispetto all'F100-PW-200, ma necessita di più aria rendendo necessario un aumento delle dimensioni delle prese d'aria degli F-16. Gli F-16C/D Block (Serie) 30/32 furono i primi ad essere costruiti con le prese d'aria più grosse e un alloggio per i motori capace di caricare entrambi i tipi di motori.
I primi ordini furono per l'F110-GE-100 capace di 125 kN di spinta, ma successivamente furono utilizzati i più nuovi F110-GE-129 (129 kN) e ora gli F110-GE-132 (142 kN).
L'ultima versione, la -132, è stata testata dalla Lockheed Martin nel 2003 utilizzando come piattaforma proprio un F-16 della base di Edawards, in California. Alla fine del 2003 sono quindi iniziati i test sulle prestazioni in volo dell'F-16 dotato dei nuovi motori a Fort Worth, in Texas. Terminati i test, gli F-16 Block 60 sono stati equipaggiati con quest'ultimo modello.

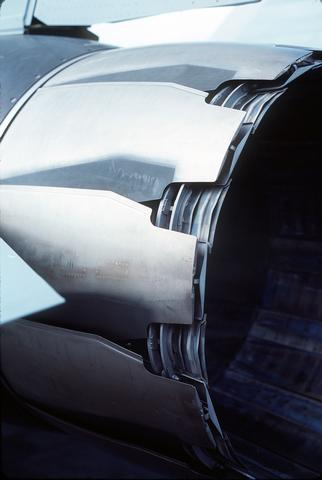
Il caratteristico aspetto dei petali del postbruciatore degli F110 montati sugli F-14

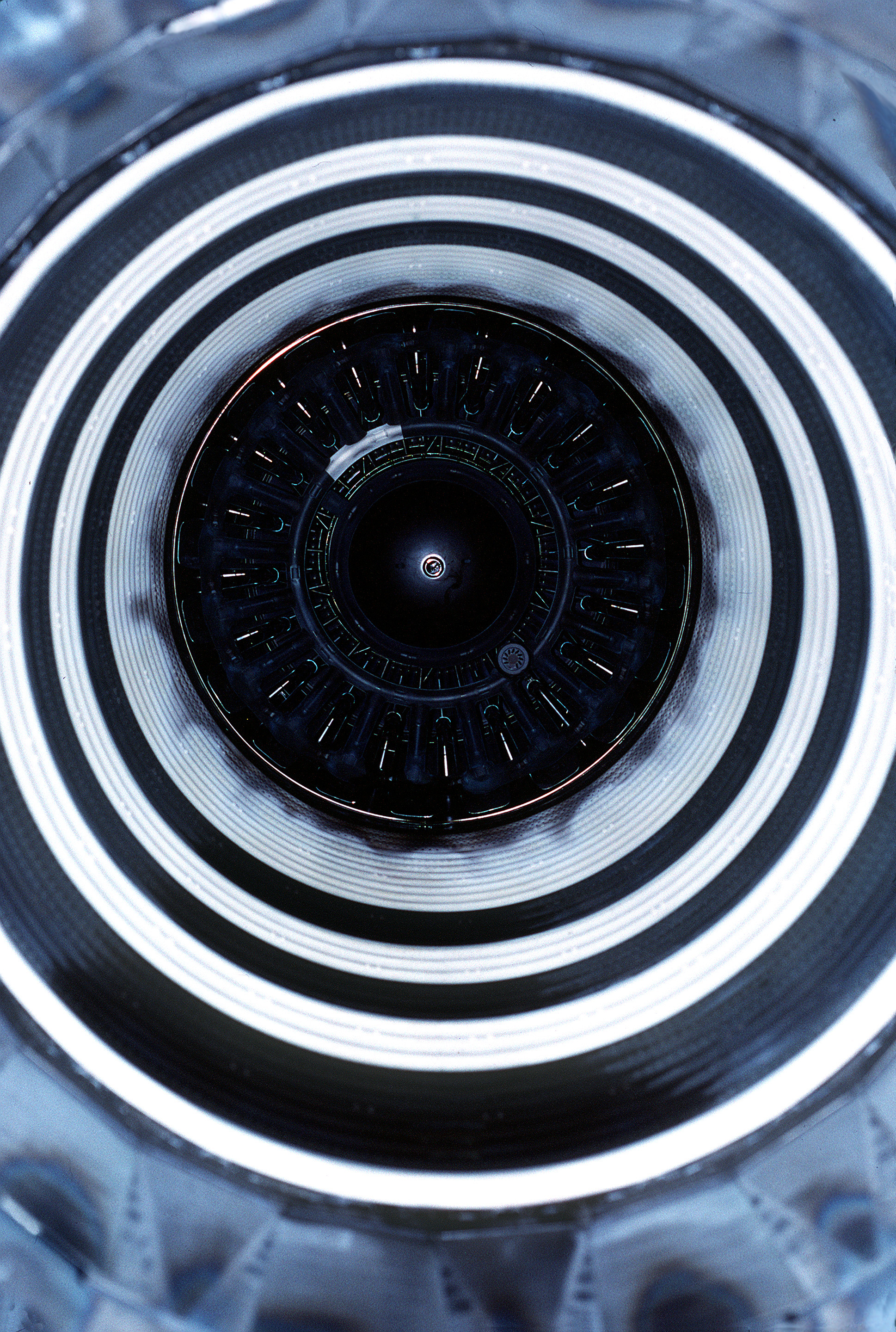
Il postbruciatore dell'F110-GE-400 montato a bordo di un F-14D.

### F-14
L'F-14A entrò in servizio con la United States Navy nel 1973 alimentato da due Pratt & Whitney TF30-P-414A. Questa versione migliorata dei TF30 utilizzati a bordo degli F-111 era però afflitta da numerosi problemi di affidabilità e forniva prestazioni ben al di sotto di quelle per cui l'F14 era stato progettato. 
Nel febbraio del 1984, terminato l'AFE dell'Air Force, la marina scelse di sostituire i problematici TF30 con una versione modificata per l'uso nautico dell'F110-GE-100: l'F110-GE-400. La differenza principale tra la versione -400 e quella -100 dell'F110 è la lunghezza. La versione -400 infatti è stata dotata di un'estensione lunga 127 cm necessaria per adattare il propulsore al telaio dell'F-14. I nuovi motori fornivano 103 kN di spinta (fino a un massimo di 123 kN in caso di necessità) rispetto ai 93 kN dei TF30. Nel marzo del 1987 gli F-14 iniziarono a essere equipaggiati con i nuovi motori e presero quindi il nome di F-14A/Plus (Poi rinominati F-14B). Gli F110 resteranno a bordo dell'F-14 anche per la variante successiva (e ultima) del velivolo, l'F-14D.

### F-15
Nel 2002 la Corea del Sud ha scelto gli F110-GE-129 con 131 kN di spinta per alimentare la sua nuova flotta di 40 F-15K Slam Eagle. Questi sono i primi F-15 dotati di turbine GE, in quanto tutti i precedenti modelli utilizzavano propulsori Pratt & Whitney. La GE costruirà i motori in collaborazione con la Samsung Techwin Company con cui ha firmato un contratto di licenza. Il primo F-15K ha preso il volo alimentato dagli F110 nel marzo del 2005. Nell'aprile del 2008, dopo aver ricevuto 34 dei 40 velivoli ordinati, la Corea del Sud ha firmato un altro contratto con la Boeing per la produzione di una seconda serie di F-15K che monteranno tuttavia i motori Pratt & Whitney F-100-PW-229 EEP. Gli F110 sono stati selezionati anche dalla Angkatan Udara Republik Singapura, l'aeronautica militare di Singapore, per i loro F-15SG.

## Velivoli Utilizzatori
Giappone
- Mitsubishi F-2

 Stati Uniti
- F-14B/D Super Tomcat
- F-15K/F-15SG Strike Eagle
- F-16 Fighting Falcon
- General Dynamics F-16XL